# Гран-при Франции 1913 года
Гран-при Франции 1913 года — пятая гонка Гран-при на территории Франции, состоявшаяся 12 июля 1913 года.

## Гонка
Ограничение на автомобили Гран-при на 1913 год включало минимальный вес автомобилей 800 кг (1764 фунтов) и максимальный вес автомобилей 1100 кг (2425 фунтов), а также ограничение расхода топлива. Подготовка к гонке и сама гонка были омрачены тремя авариями со смертельным исходом. Бигио погиб, тестируя свою машину Itala перед гонкой. В другом инциденте перед гонкой Пол Зуккарелли погиб, когда его Peugeot врезался в тележку. В третьем инциденте зритель погиб, когда Sunbeam Кенелма Ли Гиннесса врезался в реку. Это привело к тому, что число погибших в Амьене увеличилось до пяти человек менее чем за два месяца — ещё два человека погибли во время испытаний на дорогах, используемых для трассы в мае. После этой гонки эта трасса, которая включала 8 миль (13 км) длинной прямой (теперь известной как D934) — больше никогда не использовалась для автогонок.
Жорж Буйо выиграл второй Гран-при подряд со средней скоростью 72,141 миль в час (116,096 км/ч). Самый быстрый круг показал Поль Бабло со средней скоростью 76,718 миль в час (123,462 км/ч).

## Классификация
| Место | Номер | Гонщик             | Машина        | Круги | Время/Сход              |
| ----- | ----- | ------------------ | ------------- | ----- | ----------------------- |
| 1     | 8     | Жорж Буйо          | Peugeot EX3   | 29    | 7:53:56,8               |
| 2     | 14    | Жюль Гу            | Peugeot EX3   |       | +2:25,6                 |
| 3     | 15    | Жан Шассан         | Sunbeam       |       | +12:23,4                |
| 4     | 2     | Поль Бэбло         | Delage Y      |       | +22:16,8                |
| 5     | 10    | Альберт Гайо       | Delage Y      |       | +24:02,0                |
| 6     | 9     | Дарио Реста        | Sunbeam       |       | +27:41,6                |
| 7     | 16    | Рене Шампуазо      | Th. Schneider |       | +50:40,4                |
| 8     | 5     | Джозеф Христианс   | Excelsior     |       | +1:03:26,8              |
| 9     | 20    | Рене Томас         | Th. Schneider |       | +1:10:15,4              |
| 10    | 6     | Рене Кроке         | Th. Schneider |       | +1:18:55,8              |
| 11    | 11    | Сигурд Хорнстед    | Excelsior     |       | +1:43:43,8              |
| Сход  | 19    | Кенельм Ли Гиннесс | Sunbeam       | 15    | Авария                  |
| Сход  | 17    | Антонио Мориондо   | Itala         | 13    | Сломанная пружина       |
| Сход  | 7     | Фелисе Наззаро     | Itala         | 12    | Сломанная пружина       |
| Сход  | 4     | Драгутин Эссер     | Mathis        | 8     | Повреждение клапана     |
| Сход  | 1     | Гюстав Кайуа       | Sunbeam       | 4     | Повреждение подвески    |
| Сход  | 12    | Фернан Габриэль    | Th. Schneider | 3     | Повреждение карбюратора |
| Сход  | 3     | Карл Йорнс         | Opel          | 1     | Повреждение двигателя   |
| Сход  | 18    | Дельпьер           | Peugeot EX3   | 1     | Авария                  |
| Сход  | 13    | Х. Поуп            | Itala         | 1     | Повреждение двигателя   |